# شبه منحرف متساوي الساقين
شبه المنحرف متساوي الساقين، سماه غياث الدين الكاشي بذي الزنقتين المتساويتين، هو شبه منحرف فيه الضلعان غير المتوازيان متساويان في الطول. هو رباعي الأضلاع يقطع فيه محور التناظر ضلعين متقابلين مما يجعله شبه منحرف.
في الهندسة الإقليدية، يعتبر شبه منحرف متساوي الساقين حالة خاصه من حالات شبه المنحرف وهو شكل رباعي محدب مع خط تناظر يشطر زوجا واحدا من الجوانب المتقابلة. يمكن تعريفه بأنه شبه منحرف به ساقين متساويين في الطول والزاوية.
لا يمكن اعتبار شكل متوازي الأضلاع غير المستطيلي شبه منحرف متساوي الساقين لأنه لا يحتوي على خط تناظر. تتميز أشكال شبه المنحرف متساوية الساقين بأن الجانبين المتقابلين (القاعدتين) متوازيتان، أما الجانبان الآخران (الأرجل) متساويتان في الطول وهما خاصيتين مشتركتين مع متوازي الأضلاع ولهما نفس الزاوية. توجد في الواقع زوجان من زوايا القاعدة المتساوية، حيث أن زاوية كل جانب مكملة لزاوية القاعدة عند الجانب الأخر.
قطرا الشكل متساوية الطول أيضا.

## حالات خاصة

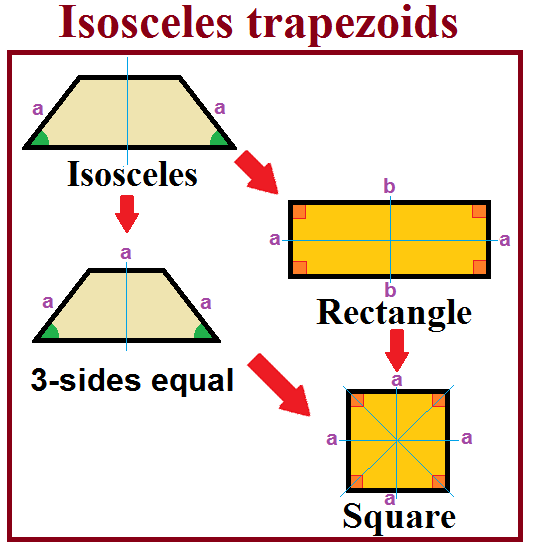
حالات خاصة من شبه المنحرف متساوي الساقين

عادة ما تعتبر المستطيلات والمربعات حالات خاصة من شبه المنحرف متساوي الساقين على الرغم من أن بعض المصادر قد تستبعدها.
يمكن اعتبار شبه منحرف ثلاثي الأضلاع من الحالات الخاصة الأخرى لشبه المنحرف متساوي الساقين، يُعرف أحيانًا باسم شبه منحرف ثلاثي الساقين. يمكن أيضًا رؤيتها مقطوعة من مضلعات منتظمة من 5 جوانب أو أكثر كاقتطاع لأربعة رؤوس متتالية

## التقاطعات الذاتية
يجب أن يكون أي شكل رباعي غير عابر ذاتيًا له محور تناظر واحد إما شبه منحرف متساوي الساقين أو على شكل طائرة ورقية. ومع ذلك، إذا تم السماح بالتقاطعات، فيجب توسيع مجموعة الأشكال الرباعية المتماثلة لتشمل أيضًا شبه المنحرفات متساوية الساقين المتقاطعة، والأشكال الرباعية المتقاطعة التي تكون فيها الأضلاع المتقاطعة متساوية الطول والأضلاع الأخرى متوازية.
كل مضاد متوازي الأضلاع له شبه منحرف متساوي الساقين كبدن محدب، يمكن تشكيله من الأقطار والجوانب غير المتوازية لشبه منحرف متساوي الساقين.
|                               |                          |                 |
| شبه منحرف محدب متساوي الساقين | شبه منحرف متساوي الساقين | ضد متوازي أضلاع |

## خصائص شبه المنحرف المتساوي الساقين
- يكون فيه ضلعين متقابلين متوازيين، أما الضلعان الآخران فيكونان متساويين في الطول.
- يكون طول قطريه متساويين.
- تكون زاويتا القاعدتين متساويتان ومتطابقتين.
- تعطى مساحة شبه المنحرف المتساوي الساقين بالعلاقة:

{\displaystyle A={\frac {h\left(b_{1}+b_{2}\right)}{2}}.}
حيث b1، وb2 هي طول الضلعين المتوازيين، h طول ارتفاع شبه المنحرف.
- طول القطعة المستقيمة الواصلة بين منتصفي الضلعين غير المتوازيين في شبه المنحرف متساوي الساقين تساوي: نصف (مجموع القاعدتين المتوازيتين)
- محيط شبه المنحرف المتساوي الساقين يساوي: ضعف طول أحد الضلعين غير المتوازيين + مجموع طولي القاعدتين المتوازيتين.

## الزوايا
في شبه منحرف متساوي الساقين، زوايتا القاعدة لها نفس القياس الزوجي. في الصورة أدناه، الزاويتان ∠ABC و∠DCB هما زاويتان منفرجتان لهما نفس الزاوية، بينما الزاويتان ∠BAD و∠CDA هما زاويتان حادتان لهما نفس الزاوية أيضًا.
حيث أن الخطين AD وBC متوازيان، فإن الزوايا المجاورة للقواعد المتقابلة مكملة، أي الزوايا
∠ABC + ∠BAD = 180°.

## الأقطار والارتفاع

شبه منحرف آخر متساوي الساقين..

قطري شبه المنحرف متساوي الساقين متساويين في الطول. أي أن كل شبه منحرف متساوي الساقين هو رباعي الأضلاع متساوي الأقطار. علاوة على ذلك، تقسم الأقطار بعضها البعض بنفس النسب. كما هو موضح في الصورة، يكون للقطرين AC وBD نفس الطول (AC = BD) ويقسمان بعضهما البعض إلى أجزاء من نفس الطول (AE = DE وBE = CE.
النسبة التي يقسم بها كل قطري تساوي نسبة أطوال الأضلاع المتوازية التي يتقاطعان فيها، وهي،
{\displaystyle {\frac {AE}{EC}}={\frac {DE}{EB}}={\frac {AD}{BC}}.}
يمكن الحصول على طول القطر، وفقًا لنظرية بطليموس كالتالي:
{\displaystyle p={\sqrt {ab+c^{2}}}}
حيث أن a وb هما أطوال الضلع المتوازيين AD وBC، وc هو طول كل ضلع AB وCD.
بينما يمكن الحصول على الارتفاع وفقًا لنظرية فيثاغورس، كالتالي:
{\displaystyle h={\sqrt {p^{2}-\left({\frac {a+b}{2}}\right)^{2}}}={\tfrac {1}{2}}{\sqrt {4c^{2}-(a-b)^{2}}}.}
تُعطى المسافة من النقطة E إلى القاعدة AD بواسطة:
{\displaystyle d={\frac {ah}{a+b}}}
حيث a وb هما أطوال الضلع المتوازيين AD وBC، وh هو ارتفاع شبه المنحرف.

## المساحة
مساحة شبه منحرف متساوي الساقين (أو العادي) يساوي متوسط أطوال القاعدة والجزء العلوي (الجوانب المتوازية) مضروبًا في الارتفاع. في الشكل المجاور، إذا كتبنا AD = a، وBC = b، والارتفاع h هو طول قطعة مستقيمة بين AD وBC متعامدة عليهما، فإن المنطقة K تُعطى على النحو التالي:
{\displaystyle K={\frac {h}{2}}\left(a+b\right).}

## المحيط الدائري
يتم إعطاء نصف القطر في الدائرة المحددة بواسطة:
{\displaystyle R=c{\sqrt {\frac {ab+c^{2}}{4c^{2}-(a-b)^{2}}}}.}
في مستطيل حيث a = b يتم تبسيط هذا إلى:
{\displaystyle R={\tfrac {1}{2}}{\sqrt {a^{2}+c^{2}}}}

## وصلات خارجية
- Weisstein, Eric W. "شبه منحرف". MathWorld.
- بعض الصيغ الهندسية تتضمن شبه منحرف متساوي الساقين